# Nicolás Dueñas
Nicolás Dueñas (Consuegra, Toledo, 18 de juny de 1941-Madrid, 2 de novembre de 2019) va ser un actor espanyol.

## Biografia
Després d'estudiar batxillerat es va incorporar al Teatro Español Universitario de Madrid, de Madrid, on va fer els seus primers passos en el món de la interpretació. En 1966 va debutar al cinema amb la pel·lícula La busca, d'Angelino Fons.
Va estar casat amb la representant d'artistes María Navarro (exmánager de la cançonetista Isabel Pantoja), amb la qual va tenir dues filles, l'advocada Ana Dueñas (1965-2016) i l'actriu Lola Dueñas (1971), guanyadora de dues premis Goya a la millor interpretació protagonista. Després del seu divorci es va unir sentimentalment a l'actriu Emma Ozores.
Va morir el 2 de novembre de 2019 a Madrid als 78 anys víctima d'un càncer. Va ser incinerat en el Tanatori Sud de Madrid, on es va instal·lar la seva capella ardent.

## Cinema
La seva carrera cinematogràfica va estar totalment supeditada a la seva trajectòria en teatre i televisió. De fet va rodar, en papers secundaris, altres quatre pel·lícules, les tres primeres amb Pilar Miró: El crimen de Cuenca (1980), Gary Cooper, que estás en los cielos (1980), Tu nombre envenena mis sueños (1996) i Divinas palabras (1987), de José Luis García Sánchez.

## Teatre
En teatre la seva carrera ha estat molt més sòlida, destacant papers com els interpretats a Angelina o el honor de un brigadier, La marquesa Rosalinda, Hair (versió pel café teatre, 1970) o Sabor a miel. Entre las obras en las que ha intervenido figuran también:
- La ratonera (1972), d'Agatha Christie.[4]
- Godspell (1975)
- Y de Cachemira, chales (1976), d'Ana Diosdado.[5]
- El adefesio (1977), d'Rafael Alberti.
- Oye, patria, mi aflicción (1978), de Fernando Arrabal.
- Drácula (1978), de Hamilton Deane i John L. Balderston.
- El perro del hortelano (1979), de Lope de Vega.
- Los baños de Argel (1979) de Miguel de Cervantes.
- Aspirina para dos (1980), de Woody Allen.
- La señora Tártara (1980) de Francisco Nieva.
- Hijos de un dios menor (1981) de Mark Medoff.
- El taxidermista (1982) d'Ángel García Pintado.
- Los buenos días perdidos (1982), d'Antonio Gala.
- Aquí no paga nadie (1983), de Dario Fo.
- El joven Telémaco (1984)
- ¿Que tal cariño? (1986), de Santiago Moncada.
- Copalé (1986), d'Ana Diosdado.[6]
- Abejas en diciembre (1987), d'Alan Ayckbourn.[7]
- Los domingos, bacanal (1991)[8]
- El santo de la Isidra (1991), de Carlos Arniches.
- Plaza alta (1995)
- La noche (1996)
- Esta noche no estoy para nadie (1998)
- Más o menos amiga (1999)
- Baldosas (2000)
- My Fair Lady (2001)
- Cuernos (2004)
- Barcelona, mapa de sombras (2006)
- Toc Toc (2009)

(Lista incompleta)

## Televisió
Rostre habitual en Televisió espanyola des de mitjan dècada dels seixanta, durant anys va intervenir en desenes d'obres, incloses en espais dramàtics com Estudio 1 o Teatro de siempre. El 1984 protagonitzà la sèrie Cosas de dos, amb Covadonga Cadenas i Margot Cottens, i posteriorment a Los negocios de mamá (1997), La banda de Pérez (1997), Agente 700 (2001) o la reeixida Aquí no hay quien viva (2003-2006), amb la qual assolí gran popularitat.

### Trajectòria
- La familia Mata 
  - El cumple de Jorge (19 de novembre de 2007)
  - Javi llega a la familia (14 d'abril de 2008)
- Hermanos y detectives 
  - El secreto de Roque Peralta (11 de setembre de 2007)
- Aquí no hay quien viva (2003-2006) - Rafael Álvarez
- El comisario 
  - 1500 grados (17 de gener de 2000)
  - La mano que da de comer (31 de gener de 2000)
  - Manzana envenenada (25 de juny de 2003)
  - Por lo que más quieras (25 de febrer de 2004)
- Agente 700 (2001)
- Mediterráneo 
  - Caballo ganador (2000)
- Vida y sainete (1998)
- La banda de Pérez (1997)
- Los negocios de mamá (1997)
- El súper (1996)
- Compuesta y sin novio
  - La recomendada (1 de novembre de 1994)
- Encantada de la vida (1994)
- Lleno, por favor (1993-1994)
- Cosas de dos (1984)
- Primera función 
  - La casa de las chivas (8 de juny de 1989)
- La comedia 
  - Aquí no paga nadie (28 de febrer de 1984)
- Un encargo original 
  - Mis cuatro hombres (24 de setembre de 1983)
- Teatro Breve 
  - Las codornices (31 de gener de 1980)
  - Eres un desalmado (3 de maig de 1981)
- Estudio 1
  - Cyrano de Bergerac (7 de gener de 1969)
  - Isabel y Fernando (19 d'octubre de 1969)
  - El farsante más grande del mundo (18 de novembre de 1969)
  - El águila de dos cabezas (2 de desembre de 1969)
  - El chico de los Winslow (29 de gener de 1970)
  - Jorge y Margarita (17 de gener de 1971)
  - El portero (19 de febrer de 1971)
  - El misterio español de Cristo (8 d'abril de 1971)
  - Don Gil de las calzas verdes (18 de juny de 1971)
  - ¿Quiere usted jugar con mí? (26 de maig de 1972)
  - Juegos de sociedad (2 de març de 1978)
  - La desconocida de Arrás (16 de març de 1978)
  - Los comuneros (8 de juny de 1978)
  - Escuela de mujeres (14 de setembre de 1980)
- Teatro Estudio 
  - Tierra baja (30 de novembre de 1978)
- Curro Jiménez 
  - Los rehenes (2 de març de 1977)
- Páginas sueltas (1970)
- Vivir para ver 
  - Los insensatos (10 de setembre de 1969)
- Novela
  - Primer amor (17 d'octubre de 1965)
  - La casa de la Troya (20 de desembre de 1965)
  - El gallardo español (19 d'abril de 1966)
  - Las Indias negras (25 de juliol de 1966)
  - Marieta y su familia (28 d'abril de 1969)
  - Isabel y Fernando (12 de maig de 1969)
  - La gitanilla (13 d'abril de 1970)
  - Madre Alegría (6 de juliol de 1970)
  - Amalia (20 de juliol de 1970)
  - Un yanqui en la corte del rey Arturo (8 de març de 1971)
  - Maruja (24 de gener de 1972)
  - El hombre que ríe (7 de febrer de 1972)
  - La hija del Capitán (12 de juny de 1972)
  - La feria de las vanidades (23 d'abril de 1973)
  - El billete de lotería (9 de setembre de 1974)
  - Las bostonianas (5 de juny de 1978)
- Ficciones 
  - Evadidos (27 de gener de 1972)
  - Avatar (7 de juliol de 1972)
  - La nariz (23 de juny de 1973)
  - El rescate del jefe indio (6 d'octubre de 1973)
  - El número 17 (24 de novembre de 1973)
  - El otro yo (8 de desembre de 1973)
  - El balcón (15 de desembre de 1973)
  - La felicidad del soldado (30 de març de 1974)
  - Deuda fastuosa (14 d'abril de 1974)
  - Corazón débil (23 de setembre de 1974)
- Mónica a medianoche (1973)
- Hora once 
  - La loba (9 de desembre de 1968)
  - La enemiga (18 d'octubre de 1969)
  - El canto d ela muerte (30 d'octubre de 1969)
  - El crimen de Lord Saville (13 de febrer de 1970)
  - El extraño secreto de Shalken, el pintor (17 d'octubre de 1970)
  - Duque de Portland (19 de desembre de 1970)
  - Las mujeres buenas (22 d'abril de 1971)
  - Odiseas del Norte (6 de novembre de 1971)
  - El maestro (22 d'abril de 1972)
- Teatro de siempre
  - El alcalde de Zalamea (1967)
  - Peribáñez y el Comendador de Ocaña (26 de gener de 1967)
  - El portero (31 d'octubre de 1968)
  - El abanico de Lady Windermere (3 de novembre de 1967)
  - Pingpong (14 de novembre de 1968)
  - Orestes (2 de març de 1969)
  - La señorita de Trevélez (17 d'abril de 1969)
  - El lindo don Diego (26 de juny de 1969)
  - La estrella de Sevilla (10 de juliol de 1969)
  - Las nubes (16 de març de 1970)
  - Hamlet en los suburbios (4 de maig de 1970)
  - El arbitraje (10 de setembre de 1970)
  - Ponme, ponme, ponme (29 d'octubre de 1970)
  - La reina muerta (17 de desembre de 1970)
  - Las alegres comadres de Windsord (19 de març de 1971)
  - El hombre sin cuerpo (30 de juny de 1971)
- Pequeño estudio 
  - La coartada (18 de juny de 1969)
- El hombre de mundo (1967)

## Premis
Premis de la Unión de Actores
| Any  | Categoria                           | Muntatge | Resultat  |
| ---- | ----------------------------------- | -------- | --------- |
| 2009 | Millor actor protagonista de teatre | Toc Toc  | Guanyador |